# Eodiscus
Eodiscus es un género de foraminífero bentónico, normalmente considerado un subgénero de Ammarchaediscus o de Parapermodiscus, es decir Ammarchaediscus (Eodiscus) o Parapermodiscus (Eodiscus) respectivamente, pero aceptado como sinónimo posterior de Planoarchaediscus de la subfamilia Archaediscinae, de la familia Archaediscidae, de la superfamilia Archaediscoidea, del suborden Fusulinina y del orden Fusulinida. Su especie tipo era Parapermodiscus (Eodiscus) explanatus. Su rango cronoestratigráfico abarcaba desde el Viseense hasta el Serpujoviense (Carbonífero inferior).

## Discusión
Algunas clasificaciones más recientes hubiesen incluido Eodiscus en el Suborden Archaediscina, del Orden Archaediscida, de la Subclase Afusulinana y de la Clase Fusulinata.

## Clasificación
Eodiscus incluía a la siguiente especie:
- Eodiscus explanatus †, también considerado como Ammarchaediscus (Eodiscus) explanatus † o como Parapermodiscus (Eodiscus) explanatus †